# Villa rustica
Villa rustica je bila v antičnem Rimu podeželska pristava.
V starem Rimu v nasprotju z današnjim arhitekturnim pomenom beseda villa ni pomenila lepe hiše, ampak posestvo s stanovanjsko hišo. »Rustikalna« (tj. podeželska, grobo izdelana, preprosta) hiša, podeželska pristava - villa rustica, pa je bilo posestvo s kmečko hišo in ločenimi gospodarskimi poslopji. Značilna villa rustica rimskih imenitnikov je bilo posestvo, ki ga je sestavljalo več stavb postavljenih v parkovno urejeno pokrajino.
Villa rustica je bil do 20 ha velik gospodarski obrat oziroma pristava iz rimskega obdobja. Njegova značilnost je bila tržna naravnanost in uporaba suženjske delovne sile. Ta posestva so bila gospodarska osnova rimske politične izbrane družbe. Poslopja so bila zasnovana tako, da so jasno ločeni bivalni prostori za lastnika in njegovo družino od gospodarskega dela in prostorov za delovno silo (sužnje). V Sloveniji so arheologi odkrili že okoli dvesto ostalin vil rustik.